# Brousseval

Brousseval este o comună în departamentul Haute-Marne din nord-estul Franței. În 2009 avea o populație de 717 de locuitori.

## Evoluția populației
| An        | 1975  | 1982  | 1990 | 1999 | 2006 | 2009 |
| --------- | ----- | ----- | ---- | ---- | ---- | ---- |
| Populație | 1.193 | 1.095 | 923  | 832  | 732  | 717  |